# バーチ・スウィンナートン＝ダイアー予想
数学において、バーチ・スウィンナートン＝ダイアー予想（バーチ・スウィンナートン＝ダイアーよそう、英語: Birch and Swinnerton-Dyer conjecture）は、数論の分野における未解決問題であり、略してBSD予想 (BSD conjecture) と呼ばれる。
予想はクレイ数学研究所によってリストされた 7 つのミレニアム懸賞問題の 1 つとして選ばれ、最初の正しい証明に対して100万ドルの懸賞金が約束されている。
予想は機械計算の助けを借りて1960年代の前半に予想を立てた数学者ブライアン・バーチとピーター・スウィンナートン＝ダイアーにちなんで名づけられている。
2014年現在、予想の特別な場合のみ正しいと証明されている。
予想は代数体 K 上の楕円曲線 E に伴う数論的データを E の ハッセ・ヴェイユの L-関数 L(E, s) の s = 1 における振る舞いに関係づける。
より具体的には、E の点のなすアーベル群 E(K) のランクは L(E, s) の s = 1 における零点の位数であり、s = 1 における L(E, s) のテイラー展開における最初の 0 でない係数は K 上の E に付属しているより精密な数論的データによって与えられる、ということが予想されている (Wiles 2006)。

## 概要
楕円曲線上の有理点（x 座標も y 座標も有理数になる点）は、加法 '+' を定義することができる。楕円曲線 E 上の2点 P = (x1, y1), Q = (x2, y2) に対し、直線 PQ と E との交点と x 軸に関して対称な位置にある点 (x3, y3)を P + Q で表される点と定義する。（詳細は楕円曲線の記事を参照）
このような演算により、有理点全体は無限遠点を付加することで、アーベル群をなすが、さらに有限生成アーベル群になることが証明されている。
アーベル群の基本定理から、この有限生成アーベル群は、無限巡回群 Z と素数べきの位数を持つ巡回群 Z / m1Z, ..., Z / mtZ の直積
{\displaystyle \mathbb {Z} ^{r}\times \mathbb {Z} /m_{1}\mathbb {Z} \times \mathbb {Z} /m_{2}\mathbb {Z} \times \cdots \times \mathbb {Z} /m_{t}\mathbb {Z} }
に同型であることが知られている。この r のことを楕円曲線 E の階数とよぶ。
楕円曲線 E の L 関数 L(E, s)を、s = 1 の周りでテイラー展開すると次のように書けたとする。
L(E, s) = (係数) × (s − 1) の r 乗 + ∑{(s−1) の (r+1) 乗以上の項}
このとき、r はこの楕円曲線の階数になるというのがBSD予想である。

## 背景
Mordell (1922) はモーデルの定理「楕円曲線上の有理点のなす群は有限基底を持つ」を証明した。これは任意の楕円曲線に対して曲線上の有理点の有限部分集合が存在して、それらからすべての有理点が生成されるということを意味する。
曲線上の有理点の個数が無限であれば、有限基底のある点は無限位数を持たなければならない。無限位数を持つ独立な基底の点の個数を曲線のランクを呼び、楕円曲線の重要な不変性質である。
楕円曲線のランクが 0 であれば、曲線は有限個の有理点しか持たない。一方、曲線のランクが 0 よりも大きければ、曲線は無限個の有理点を持つ。
モーデルの定理は楕円曲線のランクが常に有限であることを示しているが、すべての曲線のランクを計算する効率的な手法を与えてはいない。ある楕円曲線のランクは数値計算を用いて計算することができるが、（知識の現在の状態では）これらをすべての曲線を扱うように一般化することはできない。
L-関数 L(E, s) は各素数 p を法とした曲線上の点の個数からオイラー積を構成することによって楕円曲線 E に対して定義できる。この L-関数はリーマンのゼータ関数と二元二次形式に対して定義されるディリクレの L-級数に類似である。それはハッセ・ヴェイユの L-関数の特別な場合である。
L(E, s) の自然な定義は複素平面で Re(s) > 3/2 である s の値に対してしか収束しない。ヘルムート・ハッセ (Helmut Hasse) は L(E, s) を解析接続によって複素平面全体に拡張できると予想した。この予想はまず虚数乗法を持つ楕円曲線に対して Deuring (1941) によって証明された。その後、モジュラー性定理の帰結として、Q 上のすべての楕円曲線に対して正しいことが証明された。
一般の楕円曲線上の有理点を見つけることは難しい問題である。与えられた素数 p を法として楕円曲線上の点を見つけることは概念的には直截である、なぜならばチェックすべき可能性は有限個しかないからである。しかしながら、大きい素数に対しては、計算量は膨大である。

## 歴史
1960年代初頭、ピーター・スウィンナートン＝ダイアーは、たくさんの素数 p に対して、ランクのわかっている楕円曲線上の p を法とする点の個数（Np と表記される）をコンピュータによる数値計算により求めた。この計算には、EDSAC 2（en:EDSAC 2、EDSACの後継機）が使われた。これらの数値的結果から、Birch & Swinnerton-Dyer (1965) はランク r の曲線 E の Np は漸近法則
{\displaystyle \prod _{p\leq x}{\frac {N_{p}}{p}}\approx C\log(x)^{r}{\mbox{ as }}x\rightarrow \infty }

X が最初の 100000 個の素数を変化するときの曲線 y^{2} = x^{3} − 5x に対する のプロット。X-軸は log(log(X)) であり Y-軸は対数スケールである。なので予想はデータは傾きが曲線のランク、この場合は 1、に等しい直線をなすことを予想する。比較のため、傾き 1 の直線がグラフ上赤で書かれている。

に従うことを予想した。ここで C は定数である。
最初はこれはグラフのプロットの幾分微かな傾向に基づいていた。このため J. W. S. Cassels （バーチの Ph.D. アドバイザー）は懐疑的になった。時間とともに数値的な証拠は積み上がった。
今度はこれは彼らを曲線の L-関数 L(E, s) の s = 1 における振る舞いについての一般的な予想、すなわちそれはこの点において位数 r の零点を持つであろうという予想を立てることに導いた。これは、L(E, s) の解析接続は虚数乗法を持つ曲線に対してしか確立されておらずこれはまた数値計算の例の主なソースであったことも考えると、当時先見の明のある予想であった。（L-関数の逆数はある視点から研究のより自然な対象であることに注意しよう。これは零点よりもむしろ極を考えるべきであることを意味する。）
その後予想は s = 1 における L-関数の正確な主要テイラー係数の予想を含むように拡張された。それは予想では
{\displaystyle {\frac {L^{(r)}(E,1)}{r!}}={\frac {\#\mathrm {Sha} (E)\Omega _{E}R_{E}\prod _{p|N}c_{p}}{(\#E_{\mathrm {Tor} })^{2}}}}
によって与えられる。ここで右辺の量は、キャッセルズ (Cassels)、テイト (Tate)、シャファレヴィッチ (Shafarevich) 他によって研究された、曲線の不変量である： これらは捩れ群の位数、テイト・シャファレヴィッチ群、そして有理点たちの基底の標準的高さを含む (Wiles 2006)。

## 現在の状況
バーチ・スウィンナートン＝ダイアー予想は特別な場合においてのみ証明されている：
1. Coates & Wiles (1977) は、E が類数 1 の虚二次体 K によって虚数乗法をもつ数体 F 上の曲線、F = K あるいは Q、そして L(E, 1) が 0 でないならば、E(F) は有限群であることを証明した。これは Arthaud (1978) によって F が K の任意の有限アーベル拡大である場合に拡張された。
2. Gross & Zagier (1986) は、モジュラー楕円曲線（英語版）が s = 1 において一位の零点を持てば、無限位数の有理点を持つことを証明した。グロス・ザギヤの定理 参照。
3. Kolyvagin (1989) は、L(E, 1) が 0 でないモジュラー楕円曲線 E はランクが 0 であることと、L(E, 1) が s = 1 で一位の零点を持つモジュラー楕円曲線 E はランクが 1 であることを証明した。
4. Rubin (1991) は、K による虚数乗法をもつ虚二次体 K 上定義された楕円曲線に対して、楕円曲線の L-級数が s = 1 において 0 でなければ、すべての素数 p > 7 に対して、テイト・シャファレヴィッチ群の p-部分はバーチ・スウィンナートン＝ダイアー予想によって予言される位数を持つことを証明した。
5. Breuil et al. (2001) は、Wiles (1995) の研究を拡張して、有理数体上定義されたすべての楕円曲線はモジュラーであることを証明した。これは結果 2 と 3 を有理数体上のすべての楕円曲線に拡張し、Q 上のすべての楕円曲線の L-関数は s = 1 において定義されることを証明する。
6. Bhargava & Shankar (2015) は、Q 上の楕円曲線のモーデル・ヴェイユ群の平均ランクは上から 7/6 で抑えられることを証明した。これを、Nekovář (2009) と Dokchitser & Dokchitser (2010) の p-parity theorem と、Skinner & Urban (2014)による GL(2) に対する岩澤理論の主予想の証明と合わせて、彼らは、Q 上の楕円曲線の positive proportion は analytic rank が 0 であり、従って、Kolyvagin (1989) によって、バーチ・スウィンナートン＝ダイアー予想を満たすことを結論する。

ランクが 1 よりも大きい曲線に対しては、予想が正しいことの広範囲に渡る数値的な証拠があるが、全く何も証明されていない。

## 帰結
リーマン予想と同じく、この予想から多くの結果が導かれる。以下はそのうちの 2 つである：
- n を平方因子を持たない奇数とする。バーチ・スウィンナートン＝ダイアー予想を仮定すると、n が辺の長さが有理数である直角三角形の面積である（合同数である）ことと、{\displaystyle 2x^{2}+y^{2}+8z^{2}=n} を満たす整数の三つ組 (x, y, z) の個数が {\displaystyle 2x^{2}+y^{2}+32z^{2}=n} を満たす三つ組の個数の 2 倍であることは同値である。この主張は、タネルの定理（英語版） (Tunnell 1983) によって、n が合同数であることと楕円曲線 {\displaystyle y^{2}=x^{3}-n^{2}x} が無限位数の有理点を持つ（従って、バーチ・スウィンナートン＝ダイアー予想の下で、その L-関数が 1 を零点に持つ）ことは同値であるという事実と関係する。この主張の面白いことは、条件が容易に確かめられることである[3]。
- 異なった方向では、ある解析的な手法によって L-関数の族のクリティカル・ストリップの中心にある零点の位数の評価ができる。BSD 予想を認めれば、これらの評価は問題の楕円曲線の族のランクについての情報に対応する。例えば： 一般化されたリーマン予想と BSD 予想を仮定すると、{\displaystyle y^{2}=x^{3}+ax+b} によって与えられる曲線の平均ランクは 2 よりも小さい[4]。